# Chernozem

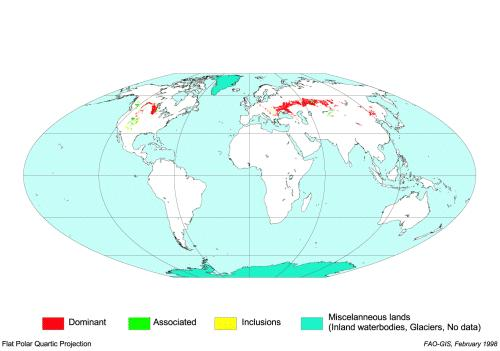
Weltweite Verbreitung von Chernozemen

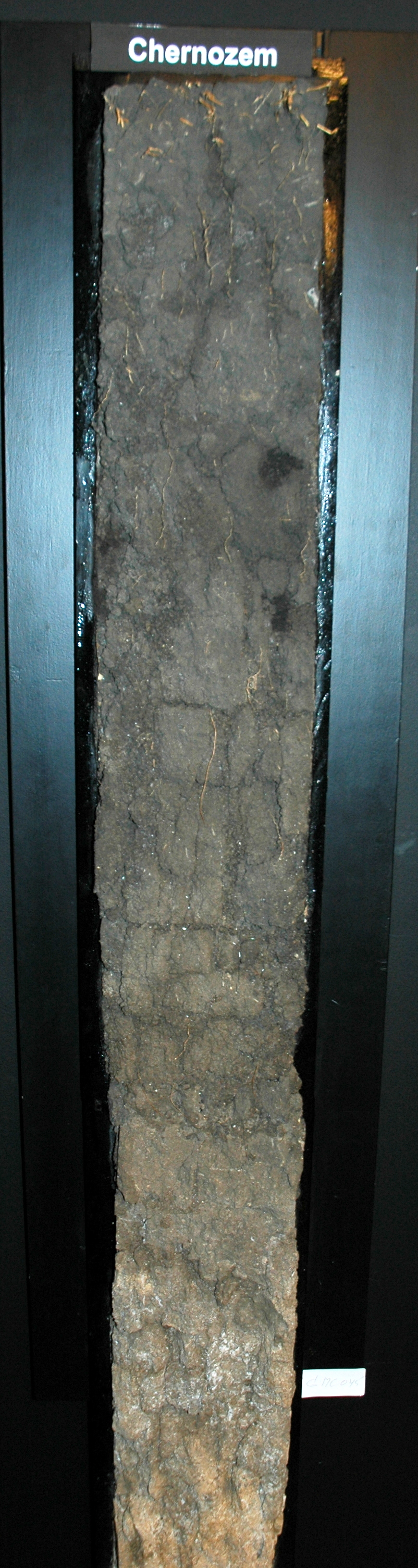
Bodenprofil eines Chernozem

Der Chernozem oder fachsprachlich Tschernosem (von russisch чернозём, tschernosjom [t͡ʃɪrnʌˈzjom]) ist eine Referenzbodengruppe der internationalen Bodenklassifikation World Reference Base for Soil Resources (WRB), der in die Gruppe der Humusakkumulationsböden gehört. Er ist der zonale Boden der semihumiden bis semiariden Langgrassteppen.

## Vorkommen
Chernozeme finden sich vor allem in den Trockenen Mittelbreiten in den Gebieten der Langgrassteppen. Diese liegen in etwa zwischen dem trockeneren (stärker kontinentalen) Gebiet der Kastanozeme und dem feuchteren (etwas stärker ozeanischen) der Phaeozeme.
Auf der Nordhalbkugel sind dies die Eurasische Steppe (südliche Ukraine, Südrussland und Kasachstan) sowie die nördlichen Great Plains (vor allem Kanada). Außer in den Steppen kommen Chernozeme auch unter Wald vor. Große Steppengebiete waren im Frühholozän bewaldet. Chemische Untersuchungen im Humus (z. B. Untersuchungen zu den Alkanen) zeigen, dass in vielen Chernozemen ein Teil des Humus bereits in dieser Waldphase entstanden ist (Zech et al., 2014).

## Haupteigenschaften
Namensgebend ist die tiefschwarze Farbe, die aus sehr hohen Humusgehalten (oft 12–13 %) resultiert. Der Humus wird durch Bodenwühler tiefgründig und homogen (bis 1,2 m) eingearbeitet (Bioturbation). Der sehr dunkle, humusreiche und gut aggregierte mineralische Oberbodenhorizont heißt in der WRB chernic horizon. Wegen der geringen Niederschläge ist die Auswaschung von Basenkationen nur unbedeutend. Dort wo das Sickerwasser regelmäßig stoppt, finden sich Anreicherungen von sekundärem Kalk, manchmal in Form von „Lösskindeln“. Chernozeme haben ein sehr reiches Bodenleben, günstige pH-Werte sowie hohe Nährstoffgehalte.

## Nutzung
Chernozeme gehören zu den fruchtbarsten Böden der Welt mit gleichzeitig relativ gesicherten Niederschlagsverhältnissen. Auf den Böden der nordamerikanischen Prärien und der Eurasischen Steppe wird vor allem Weizen produziert aber auch Gerste und Mais. Allerdings kann es regelmäßig zu Dürreereignissen kommen. In weiten Gebieten dominiert daher die Weidewirtschaft (Rinder).
Die Humusakkumulationsböden in Deutschland (Hildesheimer Börde, Magdeburger Börde und östlicher) sind weltweit gesehen unbedeutend, haben aber national große Bedeutung. In Deutschland wird nämlich die maximal mögliche Ertragsfähigkeit eines Bodens anhand der Erträge der Böden in der Magdeburger Börde definiert. Diese gehören in der WRB, je nach dem Vorhandensein von sekundärem Kalk, teils zu den Chernozemen, teils zu den Phaeozemen.
Genutzte Standorte sind anfällig für Bodenerosion und Überweidung. Brände sind in den Steppen keine Seltenheit. Sie führen zur Anreicherung von pyrogenem Kohlenstoff, der zur schwarzen Farbe der Chernozeme beiträgt.

## Verwandte Bodentypen
Der Chernozem ist der zonale Boden der Langgrassteppe. Er weist Eigenschaften auf, die zwischen denen des Kastanozems (stärker kontinentale, trockenere und mildere Kurzgrassteppen) und des Phaeozems (feuchterer Übergang zwischen Steppe und Wald) liegen. Die Oberböden des Kastanozems sind weniger humos und deshalb heller (kastanienbraun), etwas geringmächtiger und oft stark durchsetzt mit Anreicherungen von sekundärem Kalk. Sie verfehlen die Kriterien des chernic horizon und erfüllen lediglich jene des mollic horizon. Beim Phaeozem fehlt durch die feuchteren Bedingungen die Anreicherung von sekundärem Kalk (außer manchmal in größerer Tiefe).
In der Deutschen Bodensystematik gibt es die Klasse der Schwarzerden mit den Bodentypen Tschernosem und Kalktschernosem. Die Schwarzerden der Deutschen Bodensystematik sind durch einen mindestens 40 cm mächtigen Axh-Horizont definiert. Der chernic horizon der WRB hat jedoch nur eine Mindestmächtigkeit von 25 cm. Chernozeme mit einem chernic horizon < 40 cm gehören nicht zu den Schwarzerden, sondern zu verschiedenen anderen Typen der Deutschen Bodensystematik, z. B. zur Pararendzina. Für die Chernozeme mit einem chernic horizon ≥ 40 cm gilt:
- Chernozeme der WRB, die keinen dominanten B-Horizont haben, gehören, je nach der Tiefe, in der die sekundären Kalke beginnen, zu den Tschernosemen oder Kalktschernosemen. Umgekehrt gehören die Kalktschernoseme in der Regel zu den Chernozemen, die Tschernoseme jedoch nur dann, wenn sie in der erforderlichen Tiefe sekundären Kalk besitzen. Sonst gehören sie zu den Phaeozemen.
- Chernozeme der WRB mit dominantem Bt-Horizont gehören in der Deutschen Bodensystematik zu den Tschernosem-Parabraunerden.